# Meidericher Spielverein Duisburg 2013-2014
Questa voce raccoglie le informazioni riguardanti il Meidericher Spielverein Duisburg nelle competizioni ufficiali della stagione 2013-2014.

## Stagione
Nella stagione 2013-2014 il Duisburg, allenato da Karsten Baumann, concluse il campionato di 3. Liga al 7º posto. In Coppa di Germania il Duisburg fu eliminato al primo turno dal Paderborn.

## Rosa
| N. |                                 | Ruolo | Calciatore        |
| -- | ------------------------------- | ----- | ----------------- |
| 1  | Germania (bandiera)             | P     | Michael Ratajczak |
| 2  | Germania (bandiera)             | D     | Matthias Kühne    |
| 3  | Germania (bandiera)             | D     | Markus Bollmann   |
| 5  | Bosnia ed Erzegovina (bandiera) | D     | Branimir Bajić    |
| 6  | Germania (bandiera)             | C     | Tanju Öztürk      |
| 7  | Germania (bandiera)             | C     | Sascha Dum        |
| 8  | Germania (bandiera)             | C     | Deniz Aycicek     |
| 9  | Germania (bandiera)             | C     | Pierre De Wit     |
| 10 | Nigeria (bandiera)              | A     | Kingsley Onuegbu  |
| 11 | Germania (bandiera)             | C     | Michael Gardawski |
| 14 | Ghana (bandiera)                | D     | Phil Ofosu-Ayeh   |
| 15 | Burkina Faso (bandiera)         | C     | Patrick Zoundi    |
| 16 | Germania (bandiera)             | A     | Gökhan Lekesiz    |
| 17 | Germania (bandiera)             | D     | Kevin Wolze       |

| N. |                     | Ruolo | Calciatore           |
| -- | ------------------- | ----- | -------------------- |
| 18 | Germania (bandiera) | D     | Maximilian Güll      |
| 19 | Germania (bandiera) | D     | Tobias Feisthammel   |
| 21 | Turchia (bandiera)  | A     | Erdoğan Yeşilyurt    |
| 22 | Germania (bandiera) | P     | Maurice Schumacher   |
| 24 | Germania (bandiera) | C     | Dominik Reinert      |
| 26 | Germania (bandiera) | C     | Marcel Stenzel       |
| 27 | Germania (bandiera) | C     | Babacar M'Bengue     |
| 28 | Grecia (bandiera)   | C     | Athanasios Tsourakis |
| 30 | Germania (bandiera) | P     | Marcel Lenz          |
| 31 | Canada (bandiera)   | C     | Nikolas Ledgerwood   |
| 32 | Germania (bandiera) | A     | Julien Rybacki       |
| 32 | Germania (bandiera) | A     | Gerrit Wegkamp       |
| 33 | Germania (bandiera) | D     | Christian Eichner    |

## Organigramma societario
Area tecnica
- Allenatore:
- Allenatore in seconda: Markus Reiter
- Preparatore dei portieri: Sven Beuckert
- Preparatori atletici:

## Calciomercato

### Sessione estiva
| Acquisti | Acquisti             | Acquisti             | Acquisti |
| R.       | Nome                 | da                   | Modalità |
| -------- | -------------------- | -------------------- | -------- |
| C        | Pierre De Wit        | Kaiserslautern       |          |
| D        | Tobias Feisthammel   | Paderborn            |          |
| C        | Deniz Aycicek        | Hannover 96          |          |
| C        | Michael Gardawski    | Viktoria Colonia     |          |
| D        | Matthias Kühne       | Babelsberg           |          |
| D        | Phil Ofosu-Ayeh      | Rot-Weiß Erfurt      |          |
| A        | Kingsley Onuegbu     | Greuther Fürth       |          |
| A        | Filip Oršula         | Wigan                |          |
| P        | Michael Ratajczak    | White Star Bruxelles |          |
| P        | Maurice Schumacher   | Duisburg U19         |          |
| C        | Marcel Stenzel       | Sprockhövel          |          |
| C        | Athanasios Tsourakis | Duisburg II          |          |
| D        | Jens Wissing         | Paderborn            |          |
| C        | Patrick Zoundi       | Union Berlino        |          |

| Cessioni | Cessioni           | Cessioni               | Cessioni |
| R.       | Nome               | a                      | Modalità |
| -------- | ------------------ | ---------------------- | -------- |
| A        | Ranisav Jovanović  | Sandhausen             |          |
| A        | Srđjan Baljak      | Wormatia Worms         |          |
| D        | Džemal Berberović  | Liteks Loveč           |          |
| D        | Dustin Bomheuer    | Fortuna Düsseldorf     |          |
| A        | Sören Brandy       | Union Berlino          |          |
| C        | Daniel Brosinski   | Greuther Fürth         |          |
| A        | Valeri Domovčijski | Botev Plovdiv          |          |
| A        | Maurice Exslager   | Colonia                |          |
| C        | Jürgen Gjasula     | Liteks Loveč           |          |
| D        | Stephan Hennen     | TSV Meerbusch          |          |
| C        | Dušan Jevtić       | Sarajevo               |          |
| D        | Julian Koch        | Magonza                |          |
| D        | Adli Lachheb       | Hallescher             |          |
| P        | Roland Müller      | Servette               |          |
| C        | Timo Perthel       | Eintracht Braunschweig |          |
| C        | Goran Šukalo       | Greuther Fürth         |          |
| P        | Felix Wiedwald     | Eintracht Francoforte  |          |

### Sessione invernale
| Acquisti | Acquisti           | Acquisti           | Acquisti |
| R.       | Nome               | da                 | Modalità |
| -------- | ------------------ | ------------------ | -------- |
| A        | Gerrit Wegkamp     | Fortuna Düsseldorf |          |
| C        | Nikolas Ledgerwood | Hammarby           |          |

| Cessioni | Cessioni     | Cessioni       | Cessioni |
| R.       | Nome         | a              | Modalità |
| -------- | ------------ | -------------- | -------- |
| A        | Filip Oršula | Spartak Myjava |          |

## Risultati

### 3. Liga

#### Girone di andata
| Arbitro: | Stegemann |

|  |           |               |
|  | Marcatori | 76’ Griesbeck |

| Arbitro: | Rohde |

|  |           |                          |
|  | Marcatori | 42’ Bollmann 87’ Onuegbu |

| Arbitro: | Blos |

|                           |           |           |
| Onuegbu 37’ Tsourakis 86’ | Marcatori | 2’ Aosman |

| Arbitro: | Dietz |

|          |           |             |
| Jung 33’ | Marcatori | 26’ Onuegbu |

| Arbitro: | Steinhaus-Webb |

|             |           |             |
| Onuegbu 20’ | Marcatori | 41’ Förster |

| Arbitro: | Sippel |

|                  |           |                            |
| Brandstetter 88’ | Marcatori | 15’, 39’ Wolze 75’ Onuegbu |

| Arbitro: | Unger |

|             |           |                      |
| Onuegbu 45’ | Marcatori | 8’ Ducksch 32’ Amini |

| Arbitro: | Schriever |

|                         |           |  |
| Jänicke 85’ Nandzik 90’ | Marcatori |  |

| Arbitro: | Siebert |

|  |           |                                                |
|  | Marcatori | 10’ Sailer 17’ Stroh-Engel 33’ Sulu 79’ Heller |

| Arbitro: | Ittrich |

|  |           |            |
|  | Marcatori | 12’ De Wit |

| Arbitro: | Siewer |

|                          |           |  |
| Onuegbu 34’ Bollmann 70’ | Marcatori |  |

| Arbitro: | Weickenmeier |

|           |           |  |
| Salem 76’ | Marcatori |  |

| Arbitro: | Gerach |

|                           |           |                                   |
| Onuegbu 8’, 40’ Wolze 65’ | Marcatori | 49’ Ziemer 54’ Korte 80’ Hoffmann |

| Arbitro: | Dittrich |

|             |           |                 |
| Rathgeb 17’ | Marcatori | 31’ Feisthammel |

| Arbitro: | Badstübner |

|                |           |             |
| Ofosu-Ayeh 88’ | Marcatori | 83’ Soriano |

| Arbitro: | Welz |

|  |           |               |
|  | Marcatori | 62’ Gardawski |

| Arbitro: | Cortus |

|           |           |                                  |
| Wolze 18’ | Marcatori | 6’ Gogia 30’ Franke 39’ Furuholm |

| Arbitro: | Schröder |

|                                    |           |  |
| Zoundi 68’ Onuegbu 81’ Aycicek 90’ | Marcatori |  |

| Arbitro: | Valentin |

|                        |           |           |
| Grote 59’ Scherder 90’ | Marcatori | 8’ De Wit |

#### Girone di ritorno
| Arbitro: | Aarnink |

|               |           |            |
| Yeşilyurt 84’ | Marcatori | 78’ Benčík |

| Arbitro: | Osmers |

|                                  |           |                       |
| Schnatterer 43’ Mayer 71’ (rig.) | Marcatori | 4’ Zoundi 90’ Onuegbu |

| Arbitro: | Dingert |

|              |           |            |
| Dressler 54’ | Marcatori | 45’ Zoundi |

| Arbitro: | Kinhöfer |

|                         |           |           |
| Aycicek 29’ Onuegbu 90’ | Marcatori | 56’ Frahn |

| Chemnitz 8 febbraio 2014, ore 14:00 CET 24ª giornata | Chemnitz   | 0 – 0 referto | Duisburg | Stadion an der Gellertstraße (4 146 spett.)\| Arbitro: \| Grudzinski \| |
| Arbitro:                                             | Grudzinski |               |          |                                                                         |

| Arbitro: | Petersen |

|                                             |           |                          |
| Aycicek 36’ Tunjić 69’ (aut.) Tsourakis 77’ | Marcatori | 24’ Göbel 90’ Engelhardt |

| Arbitro: | Heft |

|                        |           |  |
| Treude 9’ Väyrynen 90’ | Marcatori |  |

| Duisburg 1º marzo 2014, ore 14:00 CET 27ª giornata | Duisburg  | 0 – 0 referto | Wehen Wiesbaden | Schauinsland-Reisen-Arena (10 352 spett.)\| Arbitro: \| Jablonski \| |
| Arbitro:                                           | Jablonski |               |                 |                                                                      |

| Arbitro: | Stark |

|                        |           |  |
| Stroh-Engel 84’ (rig.) | Marcatori |  |

| Arbitro: | Wingenbach |

|             |           |            |
| Onuegbu 44’ | Marcatori | 56’ Wetter |

| Arbitro: | Brand |

|  |           |               |
|  | Marcatori | 11’ Gardawski |

| Arbitro: | Mix |

|                           |           |  |
| Öztürk 2’ Zoundi 68’, 80’ | Marcatori |  |

| Arbitro: | Steinberg |

|  |           |                                |
|  | Marcatori | 27’ Gardawski 80’ (rig.) Bajić |

| Duisburg 4 aprile 2014, ore 19:00 CEST 33ª giornata | Duisburg  | 0 – 0 referto | Stoccarda II | Schauinsland-Reisen-Arena (11 296 spett.)\| Arbitro: \| Göpferich \| |
| Arbitro:                                            | Göpferich |               |              |                                                                      |

| Arbitro: | Dietz |

|                                          |           |  |
| Marchese 32’ (rig.) Braun-Schumacher 84’ | Marcatori |  |

| Arbitro: | Dittrich |

|           |           |  |
| Bajić 71’ | Marcatori |  |

| Arbitro: | Weickenmeier |

|                |           |              |
| Ziegenbein 62’ | Marcatori | 22’ Bollmann |

| Arbitro: | Steinberg |

|                                                   |           |             |
| Haberer 6’, 61’ (rig.) Voglsammer 75’, 77’ (rig.) | Marcatori | 56’ Onuegbu |

| Arbitro: | Blos |

|  |           |                     |
|  | Marcatori | 24’ (aut.) Bollmann |

### Coppa di Germania
| Arbitro: | Wingenbach |

|                          |           |                                    |
| Gardawski 32’ Oršula 90’ | Marcatori | 37’ Brückner 38’ Voorde 80’ Wemmer |

## Statistiche

### Statistiche di squadra
| Competizione      | Punti | In casa | In casa | In casa | In casa | In casa | In casa | In trasferta | In trasferta | In trasferta | In trasferta | In trasferta | In trasferta | Totale | Totale | Totale | Totale | Totale | Totale | DR |
| Competizione      | Punti | G       | V       | N       | P       | Gf      | Gs      | G            | V            | N            | P            | Gf           | Gs           | G      | V      | N      | P      | Gf     | Gs     | DR |
| ----------------- | ----- | ------- | ------- | ------- | ------- | ------- | ------- | ------------ | ------------ | ------------ | ------------ | ------------ | ------------ | ------ | ------ | ------ | ------ | ------ | ------ | -- |
| 3. Liga           | 52    | 19      | 7       | 7       | 5       | 25      | 22      | 19           | 6            | 6            | 7            | 18           | 21           | 38     | 13     | 13     | 12     | 43     | 43     | 0  |
| Coppa di Germania | -     | 1       | 0       | 0       | 1       | 2       | 3       | 0            | 0            | 0            | 0            | 0            | 0            | 1      | 0      | 0      | 1      | 2      | 3      | -1 |
| Totale            | 52    | 20      | 7       | 7       | 6       | 27      | 25      | 19           | 6            | 6            | 7            | 18           | 21           | 39     | 13     | 13     | 13     | 45     | 46     | -1 |

### Andamento in campionato
| Giornata  | 1  | 2 | 3 | 4 | 5 | 6 | 7 | 8  | 9  | 10 | 11 | 12 | 13 | 14 | 15 | 16 | 17 | 18 | 19 | 20 | 21 | 22 | 23 | 24 | 25 | 26 | 27 | 28 | 29 | 30 | 31 | 32 | 33 | 34 | 35 | 36 | 37 | 38 |
| --------- | -- | - | - | - | - | - | - | -- | -- | -- | -- | -- | -- | -- | -- | -- | -- | -- | -- | -- | -- | -- | -- | -- | -- | -- | -- | -- | -- | -- | -- | -- | -- | -- | -- | -- | -- | -- |
| Luogo     | C  | T | C | T | C | T | C | T  | C  | T  | C  | T  | C  | T  | C  | T  | C  | C  | T  | C  |    | T  | C  | T  | C  | T  | C  | T  | C  | T  | C  | T  | C  | T  | C  | T  | T  | C  |
| Risultato | P  | V | V | N | N | V | P | P  | P  | V  | V  | P  | N  | N  | N  | V  | P  | V  | P  | N  |    | N  | V  | N  | V  | P  | N  | P  | N  | V  | V  | V  | N  | P  | V  | N  | P  | P  |
| Posizione | 15 | 9 | 8 | 8 | 8 | 5 | 7 | 10 | 14 | 11 | 8  | 10 | 10 | 11 | 11 | 8  | 11 | 8  | 9  | 9  | 8  | 10 | 9  | 9  | 7  | 8  | 8  | 9  | 11 | 9  | 6  | 6  | 6  | 7  | 6  | 5  | 6  | 7  |

Legenda:

Luogo: C = Casa; T = Trasferta. Risultato: V = Vittoria; N = Pareggio; P = Sconfitta.

### Statistiche dei giocatori
| Giocatore      | 3. Liga  | 3. Liga | 3. Liga     | 3. Liga    | Coppa di Germania | Coppa di Germania | Coppa di Germania | Coppa di Germania | Totale   | Totale | Totale      | Totale     |
| Giocatore      | Presenze | Reti    | Ammonizioni | Espulsioni | Presenze          | Reti              | Ammonizioni       | Espulsioni        | Presenze | Reti   | Ammonizioni | Espulsioni |
| -------------- | -------- | ------- | ----------- | ---------- | ----------------- | ----------------- | ----------------- | ----------------- | -------- | ------ | ----------- | ---------- |
| D. Aycicek     | 20       | 3       | 2           | 0          | 0                 | 0                 | 0                 | 0                 | 20       | 3      | 2           | 0          |
| B. Bajić       | 32       | 2       | 12          | 0          | 1                 | 0                 | 0                 | 0                 | 33       | 2      | 12          | 0          |
| M. Bollmann    | 30       | 3       | 9           | 1          | 1                 | 0                 | 0                 | 0                 | 31       | 3      | 9           | 1          |
| P. De Wit      | 35       | 2       | 5           | 0          | 1                 | 0                 | 0                 | 0                 | 36       | 2      | 5           | 0          |
| S. Dum         | 20       | 0       | 7           | 0          | 1                 | 0                 | 1                 | 0                 | 21       | 0      | 8           | 0          |
| C. Eichner     | 10       | 0       | 0           | 0          | 0                 | 0                 | 0                 | 0                 | 10       | 0      | 0           | 0          |
| T. Feisthammel | 24       | 1       | 3           | 0          | 1                 | 0                 | 0                 | 1                 | 25       | 1      | 3           | 1          |
| M. Gardawski   | 27       | 3       | 9           | 1          | 1                 | 1                 | 0                 | 0                 | 28       | 4      | 9           | 1          |
| M. Güll        | 11       | 0       | 1           | 0          | 1                 | 0                 | 0                 | 0                 | 12       | 0      | 1           | 0          |
| M. Kühne       | 26       | 0       | 9           | 0          | 0                 | 0                 | 0                 | 0                 | 26       | 0      | 9           | 0          |
| N. Ledgerwood  | 17       | 0       | 4           | 0          | 0                 | 0                 | 0                 | 0                 | 17       | 0      | 4           | 0          |
| G. Lekesiz     | 3        | 0       | 0           | 0          | 0                 | 0                 | 0                 | 0                 | 3        | 0      | 0           | 0          |
| M. Lenz        | 6        | 0       | 0           | 0          | 0                 | 0                 | 0                 | 0                 | 6        | 0      | 0           | 0          |
| B. M'Bengue    | 3        | 0       | 0           | 0          | 0                 | 0                 | 0                 | 0                 | 3        | 0      | 0           | 0          |
| P. Ofosu-Ayeh  | 33       | 1       | 8           | 0          | 1                 | 0                 | 0                 | 0                 | 34       | 1      | 8           | 0          |
| K. Onuegbu     | 37       | 14      | 1           | 0          | 1                 | 0                 | 0                 | 0                 | 38       | 14     | 1           | 0          |
| F. Oršula      | 12       | 0       | 0           | 0          | 1                 | 1                 | 0                 | 0                 | 13       | 1      | 0           | 0          |
| M. Ratajczak   | 33       | 0       | 0           | 1          | 1                 | 0                 | 0                 | 0                 | 34       | 0      | 0           | 1          |
| D. Reinert     | 1        | 0       | 0           | 0          | 0                 | 0                 | 0                 | 0                 | 1        | 0      | 0           | 0          |
| J. Rybacki     | 2        | 0       | 0           | 0          | 0                 | 0                 | 0                 | 0                 | 2        | 0      | 0           | 0          |
| M. Schumacher  | 0        | 0       | 0           | 0          | 0                 | 0                 | 0                 | 0                 | 0        | 0      | 0           | 0          |
| M. Stenzel     | 0        | 0       | 0           | 0          | 0                 | 0                 | 0                 | 0                 | 0        | 0      | 0           | 0          |
| A. Tsourakis   | 20       | 2       | 7           | 0          | 1                 | 0                 | 0                 | 0                 | 21       | 2      | 7           | 0          |
| G. Wegkamp     | 15       | 0       | 0           | 0          | 0                 | 0                 | 0                 | 0                 | 15       | 0      | 0           | 0          |
| K. Wolze       | 30       | 4       | 9           | 1          | 1                 | 0                 | 0                 | 0                 | 31       | 4      | 9           | 1          |
| E. Yeşilyurt   | 13       | 1       | 1           | 0          | 0                 | 0                 | 0                 | 0                 | 13       | 1      | 1           | 0          |
| P. Zoundi      | 33       | 5       | 3           | 0          | 0                 | 0                 | 0                 | 0                 | 33       | 5      | 3           | 0          |
| T. Öztürk      | 32       | 1       | 6           | 0          | 1                 | 0                 | 0                 | 0                 | 33       | 1      | 6           | 0          |